# Знак «Победитель социалистического соревнования»

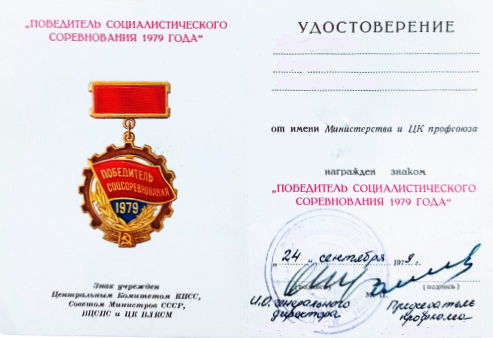
Удостоверение к знаку «Победитель социалистического соревнования 1979 года»

Знак «Победи́тель социалисти́ческого соревнова́ния» — награда в СССР, учреждённая совместно ЦК Коммунистической партии Советского Союза, Советом министров СССР, Всесоюзным центральным советом профессиональных союзов и ЦК Всесоюзного ленинского коммунистического союза молодёжи, вручавшаяся победителям социалистического соревнования в 1973—1980 годах.

## Учреждение
Единые общесоюзные знаки «Победитель социалистического соревнования» учреждались совместными постановлениями ЦК Коммунистической партии Советского Союза, Совета министров СССР, Всесоюзного центрального совета профессиональных Союзов и ЦК Всесоюзного ленинского коммунистического союза молодёжи.
Положения о единых общесоюзных знаках «Победитель социалистического соревнования» утверждались постановлениями Президиума ВЦСПС.
Знак «Победитель соцсоревнования» 1973 года:
- учреждён Постановлением ЦК КПСС, Совмина СССР, ВЦСПС, ЦК ВЛКСМ от 5 января 1973 года № 15;
- положение о едином общесоюзном знаке «Победитель социалистического соревнования 1973 года» утверждено Постановлением Президиума ВЦСПС от 30 мая 1973 года.

Знак «Победитель соцсоревнования» 1974 года:
- учреждён Постановлением ЦК КПСС, Совмина СССР, ВЦСПС, ЦК ВЛКСМ от 7 января 1974 года № 18;
- положение о едином общесоюзном знаке «Победитель социалистического соревнования 1974 года» утверждено Постановлением Президиума ВЦСПС от 27 февраля 1974 года.

Знак «Победитель соцсоревнования» 1975 года:
- учреждён Постановлением ЦК КПСС, Совмина СССР, ВЦСПС, ЦК ВЛКСМ от 9 января 1975 года № 32;
- положение о едином общесоюзном знаке «Победитель социалистического соревнования 1975 года» утверждено Постановлением Президиума ВЦСПС от 7 марта 1975 года.

Знак «Победитель соцсоревнования» 1976 года:
- учреждён Постановлением ЦК КПСС, Совмина СССР, ВЦСПС, ЦК ВЛКСМ от 21 января 1976 года № 49;
- положение о едином общесоюзном знаке «Победитель социалистического соревнования 1976 года» утверждено Постановлением Президиума ВЦСПС от 11 июня 1976 года.

Знак «Победитель соцсоревнования» 1977—1980 годов:
- учреждён Постановлением ЦК КПСС, Совмина СССР, ВЦСПС, ЦК ВЛКСМ от 30 декабря 1976 года № 1081;
- положение о едином общесоюзном знаке «Победитель социалистического соревнования 1977 года и последующих годов десятой пятилетки» утверждено Постановлением Президиума ВЦСПС от 8 апреля 1977 года.

## Галерея

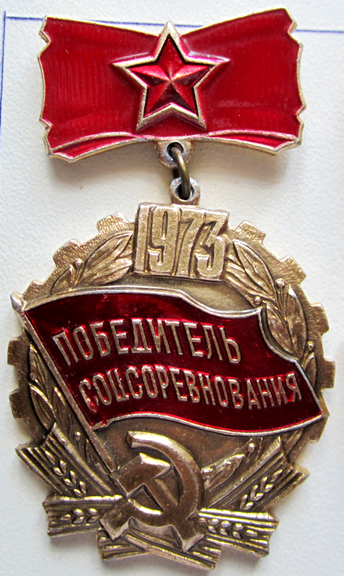
знак победитель соцсоревнования 1973 года

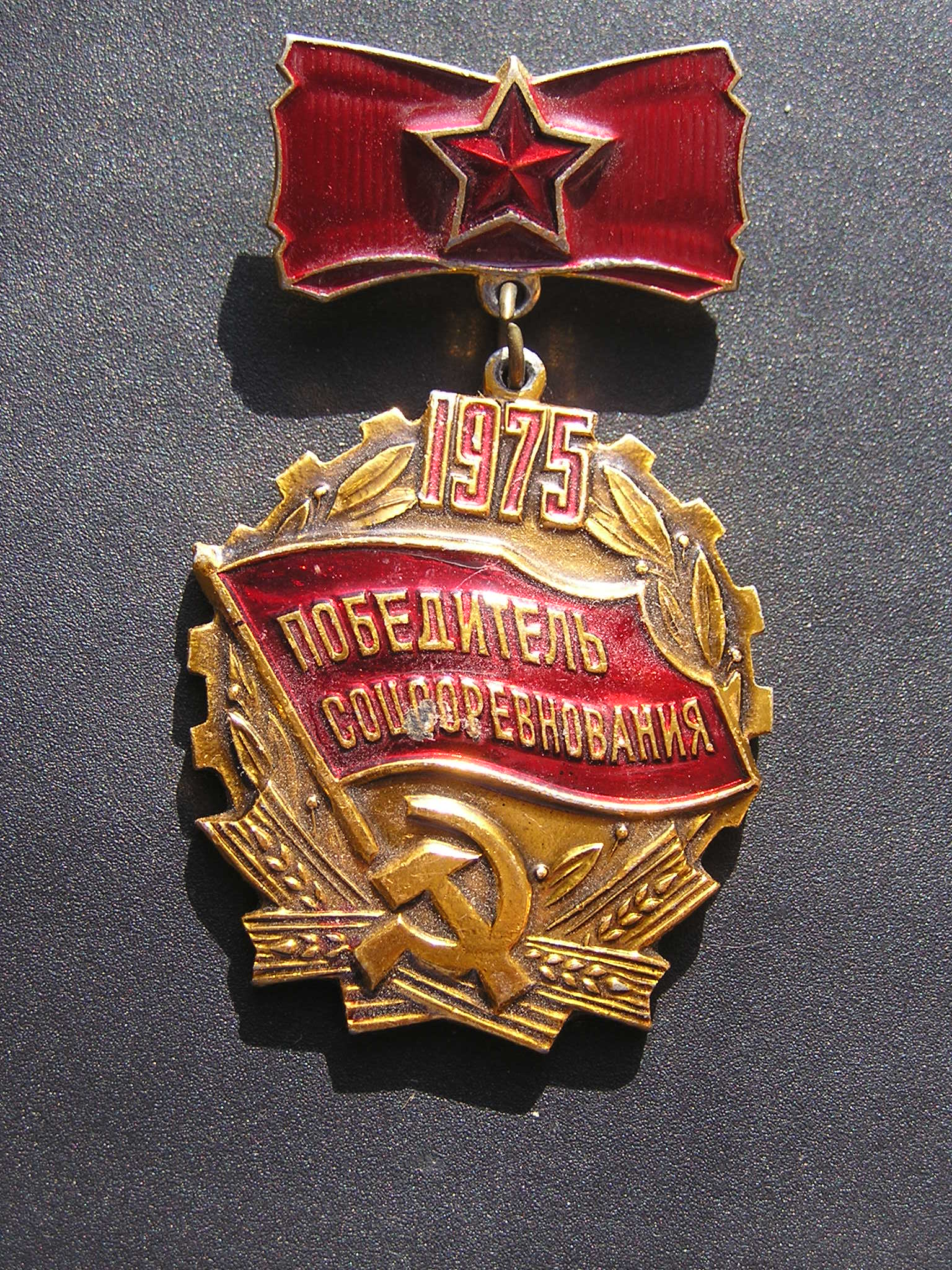
знак победитель соцсоревнования 1975 года

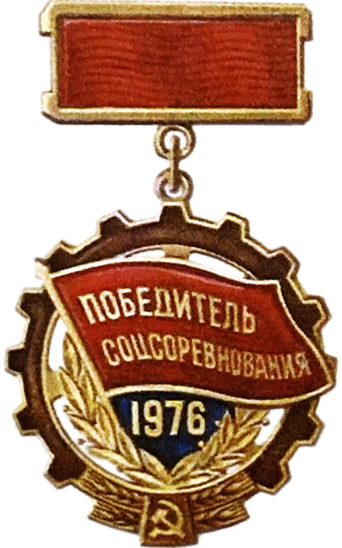
знак победитель соцсоревнования 1976 года

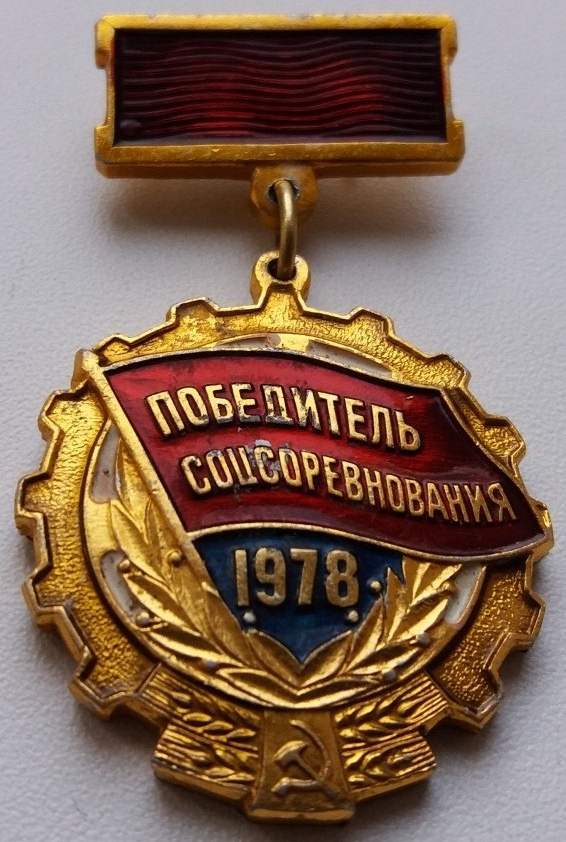
знак победитель соцсоревнования 1978 года

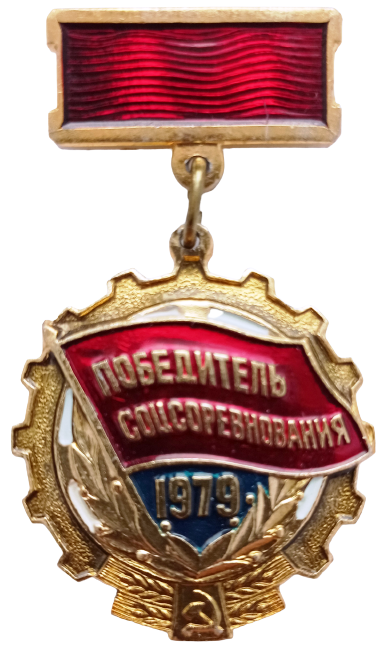
знак победитель соцсоревнования 1979 года

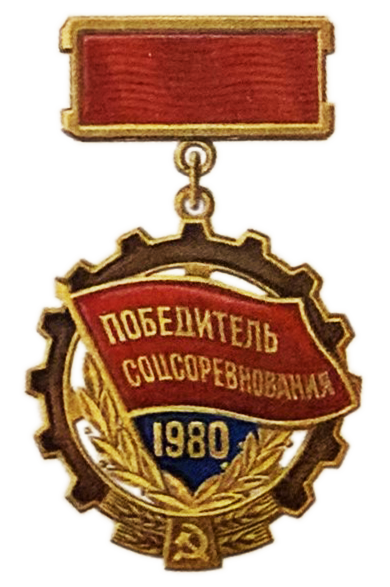
знак отличник соцсоревнования 1980 года

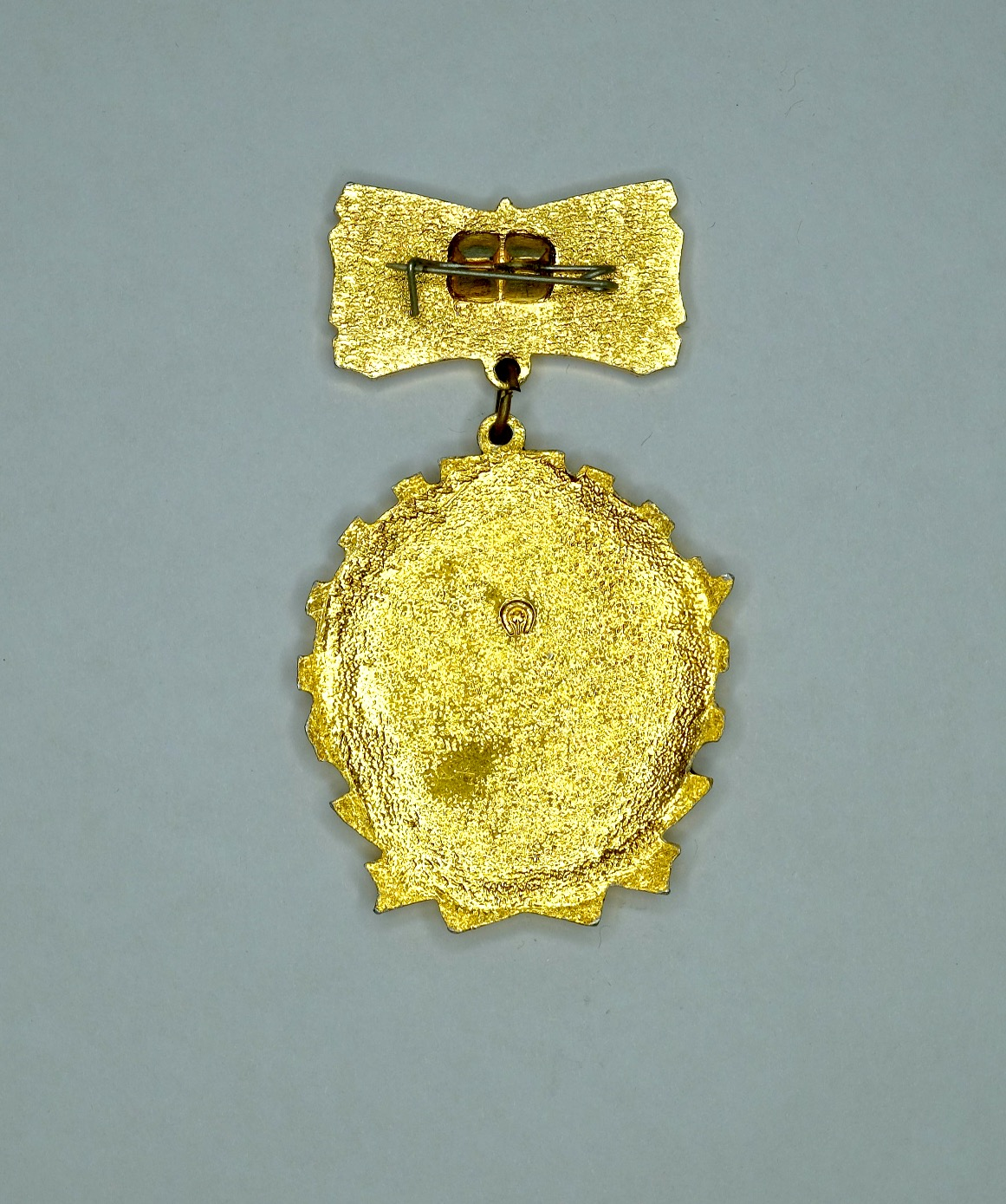
обратная сторона знака победитель соцсоревнования 1973—1975 гг.

## Награждение
Знаком «Победитель социалистического соревнования» (1973—1980 годов) награждались:
- лучшие рабочие, колхозники, руководящие и инженерно-технические работники, служащие, мастера, сотрудники научно-исследовательских, проектно-конструкторских и других организаций, добившиеся наиболее высоких трудовых показателей во Всесоюзном социалистическом соревновании за выполнение и перевыполнение государственного плана 19ХХ года;
- работники предприятий и организаций районного, областного, краевого подчинения, совхозов и колхозов.

Награждение единым общесоюзным знаком «Победитель социалистического соревнования» производилось среди:
- работников предприятий и организаций союзного подчинения — по совместному решению министерства (ведомства) СССР и ЦК профсоюза;
- работников предприятий и организаций союзно-республиканского и республиканского подчинения — по совместному решению министерства (ведомства) союзной республики и республиканского комитета профсоюза или совета профсоюзов, где республиканского отраслевого комитета нет (по РСФСР — министерства (ведомства) РСФСР и ЦК профсоюза);
- работников предприятий и организаций районного, областного, краевого подчинения, совхозов и колхозов — по совместному решению обл(край)исполкома и областного, краевого совета профсоюзов.

Награждённому вместе со знаком вручалось удостоверение установленного ВЦСПС образца. В трудовой книжке лиц, которые награждались знаком «Победитель социалистического соревнования года», делалась соответствующая запись.
Знаки «Победитель соцсоревнования» 1973—1980 годов входят в перечень ведомственных знаков отличия в труде, дающих право на присвоение звания «Ветеран труда».

## Описание
Знаки «Победитель социалистического соревнования» 1973—1975 годов изготовлены из алюминия, выполнены в виде шестерёнки с развернутым знаменем в центре и окантовкой из лавровых листьев. На знамени написано «победитель соцсоревнования», под знаменем размещены колосья пшеницы и серп и молот, над знаменем указан год (1973—1975). Знак подвешивался к колодке в форме банта со звездой в центре. Крепился знак к одежде при помощи заколки.
В 1976 году дизайн общесоюзного знака «Победитель соцсоревнования» изменился, сохранив общую стилистику. Знак «Победитель соцсоревнования» выполнен в форме шестерёнки, в центре которой развернутое знамя. На знамени написано «Победитель соцсоревнования», под знаменем на синем фоне указан год вручения знака. Знак подвешивается к прямоугольной колодке. К одежде крепится при помощи заколки.
Знак «Победитель соцсоревнования» (1973–1980) носился на правой стороне груди, ниже орденов.